# Martin, Kentucky
Martin är en stad (city) i Floyd County i delstaten Kentucky, USA. 2010 hade staden 634 invånare.